# Стренгнес
Стренгнес — місто та адміністративний центр комуни Стренгнес, лен Седерманланд, Швеція з 12 856 жителями (2010). Місто знаходиться біля озера Меларен та єпископальним центром дієцезії Стренгнес, однієї з тринадцяти дієцезії церкви Швеції. Стренгнеський собор, побудований між 1291 та 1340 роками, є важливою пам'яткою та орієнтиром.

## Етимологія
Назва міста вперше згадується у 1120 році по відношенню до дієцезії. Назва «Стренгнес» походить від факту, що місто розташоване поблизу протоки та декількох пагорбах, особливо на двох головних: «Млиновий пагорб» та «Соборний пагорб». Давньоскандинавською мовою strengr позначає «вузький канал води», а nes — «перешийок», «вузький півострів», або «мис», дуже часта топонімічна назва в Скандинавії.

## Історія
31 липня 1224 р. у місті архієпископом Уппсальським Ярлерієм було короновано короля Швеції Еріка XI.
Монастир був заснований близько 1250 року, а собор відкритий у 1291 році, згодом місто розвивалося навколо цих двох установ.
Найдавніша відома хартія міста була надана в 1336 році королем Магнусом IV Еріксоном. Стренгнес став важливим містом у провінції Седерманланд (Södermanland), а також місцем тінґу та щорічним ринком. Король Густав I Ваза був обраний королем у Стренгнесі в 1523 році і вперше виступив з промовою біля собору Стренгнеса.
У XV-му і XVI-му століттях Стренгнес мав важливе місце в історії Швеції, особливо протягом ери Реформації. Стренгнес був рідним містом видатного реформатора Лауренція Андреа (канцлера Густава I Вази) і рідного міста як Андреа, так і Олауса Петрі.
Місто стало регіональним центром освіти і науки, а в 1626 році була заснована гімназія Томаса королем Густавом II Адольфом і сьогодні є другою найстарішою гімназією Швеції.
Міський і економічний розвиток Стренгнеса, здається, сповільнився після Реформації, лише тимчасово процвітаючи з приходом енергійних єпископів. Місто повільно займалось промисловим розвитком XIX століття та інвестиціями, знайденими в інших областях. Значна пожежа в 1871 р. призвела до масштабної реконструкції міста.
У 1944 радянські літаки бомбардували бронетанковий полк, що був розміщений у Стренгнесі. Пізніше з'ясувалося, що літаки були неправильно орієнтовані і думали, що вони знаходяться у фінському повітряному просторі.

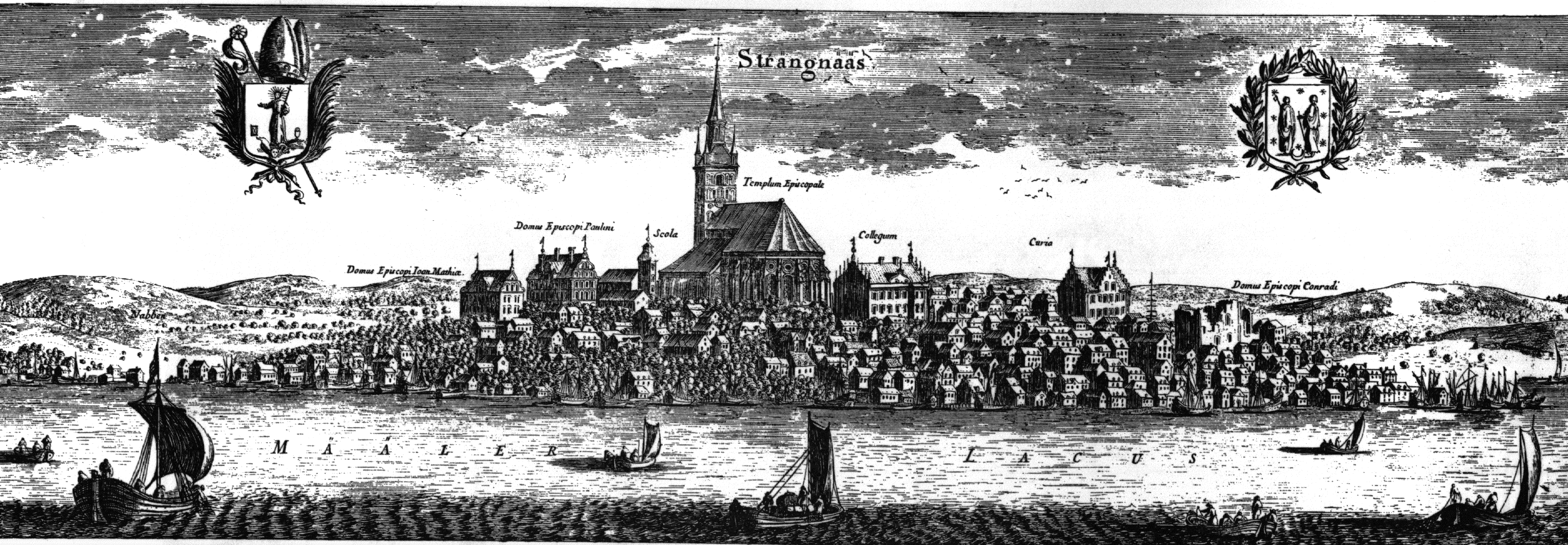
Стренгнес біля 1700 року, в книзі «Швеція давня і сучасна».

## Видатні особистості
- Пітер Ерікссон — шведський політик, член Партії зелених, міністр з питань житлового будівництва, міністр цифрового розвитку Швеції (2016—2019), Міністр міжнародного співробітництва в галузі розвитку з 21 січня 2019 року.
- Сара Тунебру — шведська футболістка.

## Галерея

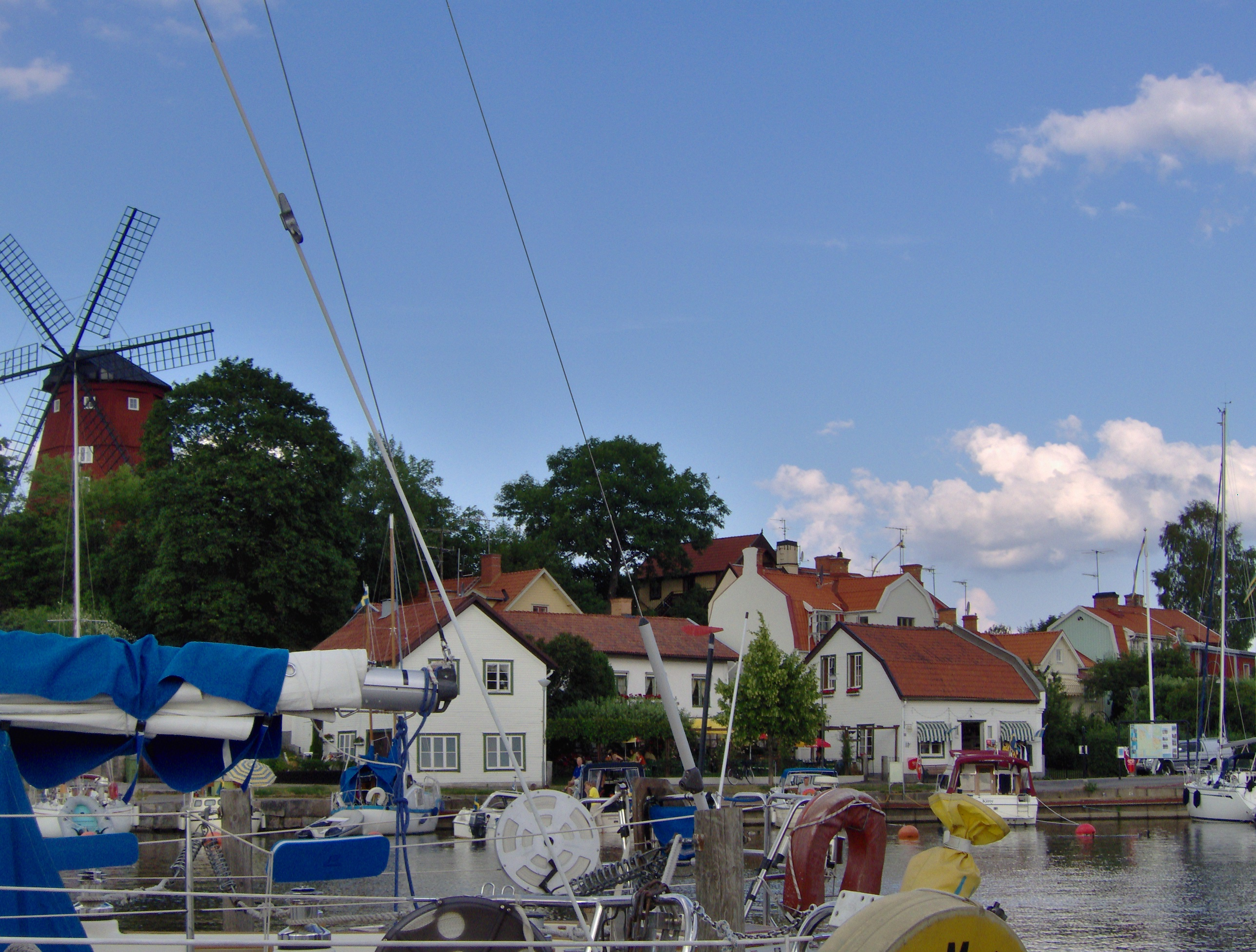
Гавань та старий млин
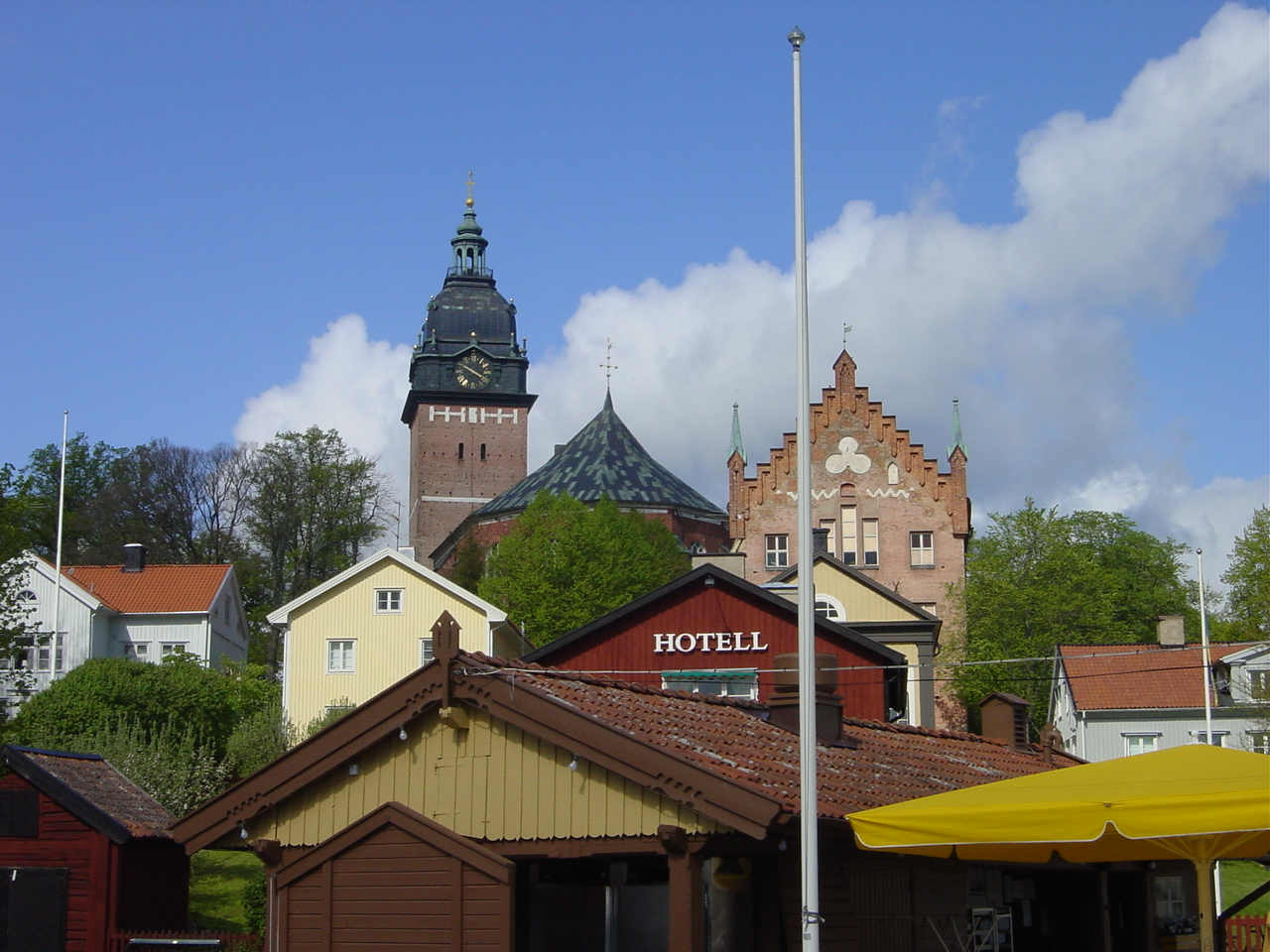
Будинки в Стренгнесі
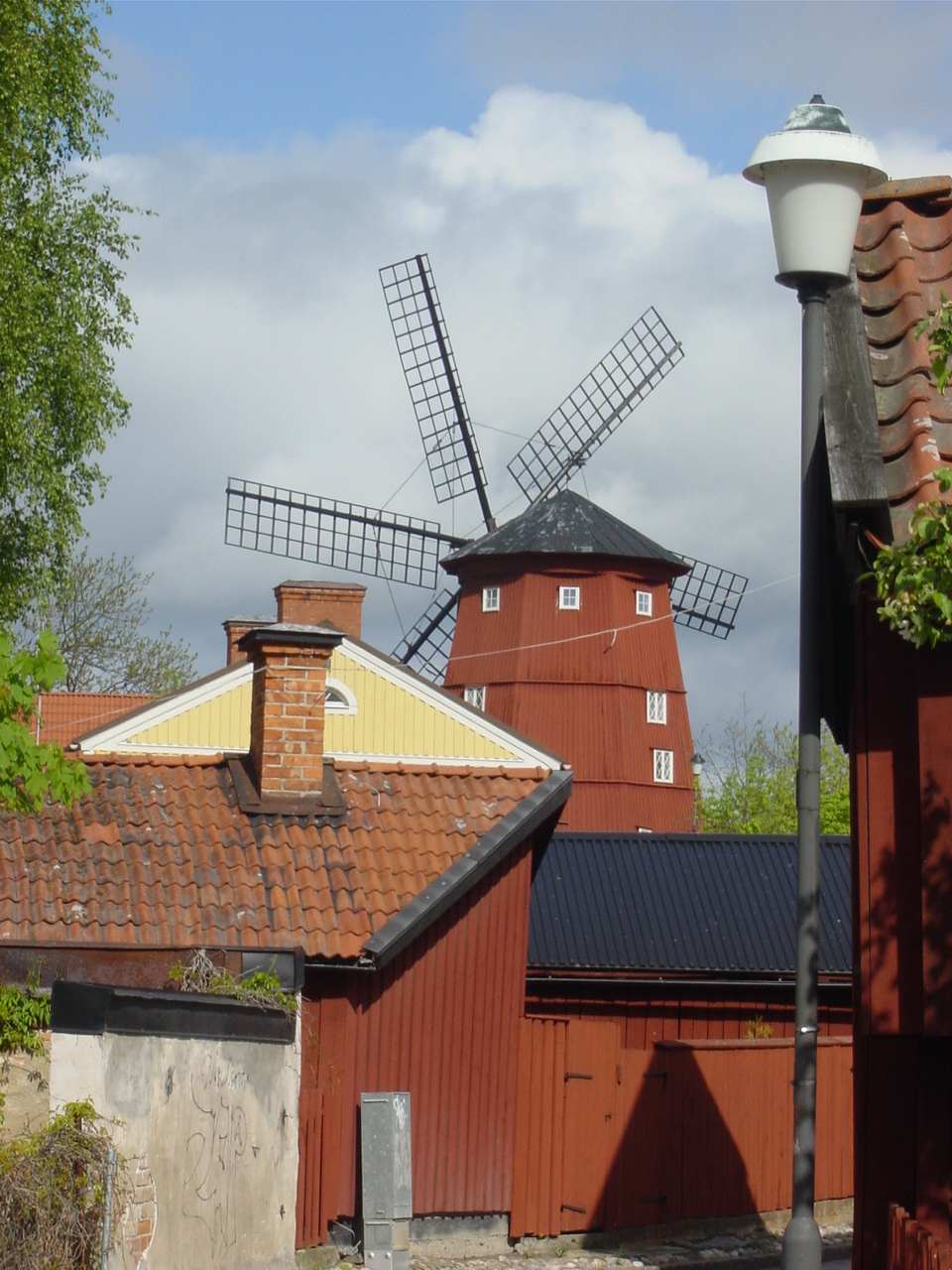
Старий млин
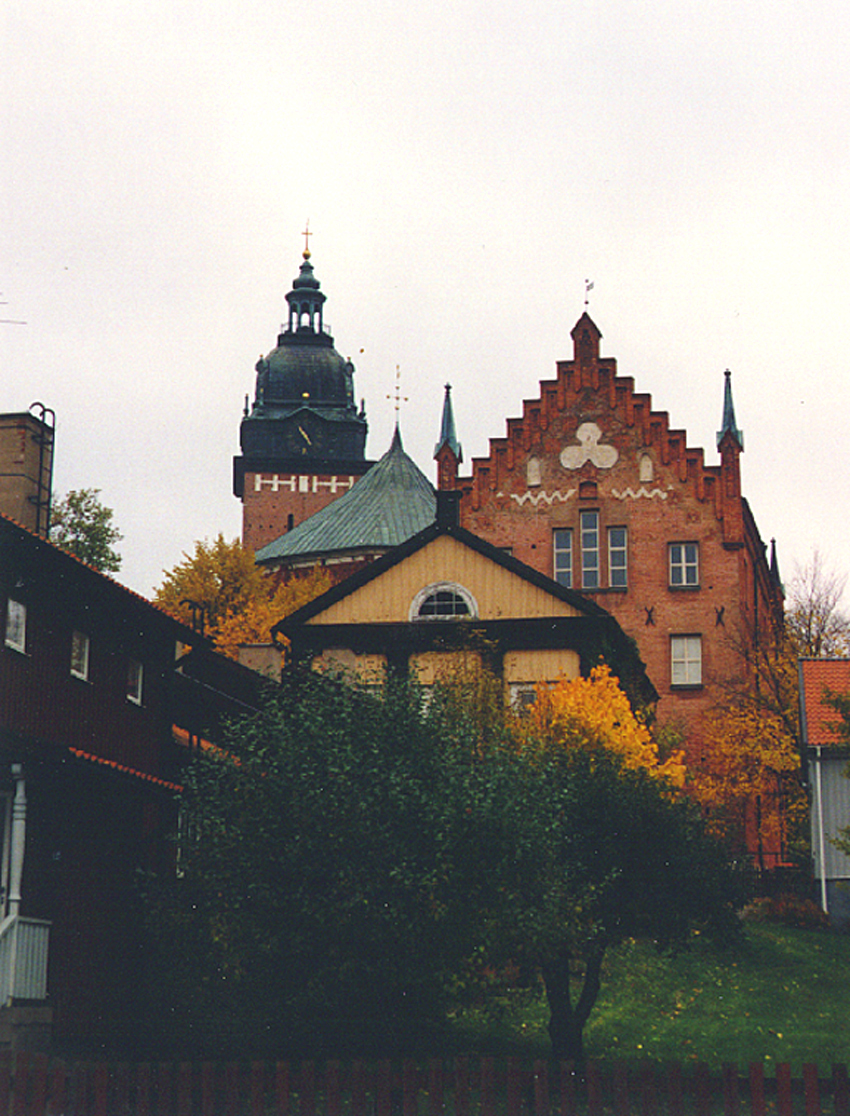
Стренгнеський собор